# Дом де Лабом
Де Лабом (фр. de la Baume) — дворянский род Савойи, Бургундии и Франции. Один из наиболее значительных и прославленных домов, происходящих из Бресса. На Савойской службе дал нескольких губернаторов провинций, воспитателей принцев, военачальников, в том числе адмирала и маршала Савойи, и четырех рыцарей Аннунциаты; на бургундской службе — нескольких губернаторов и генеральных наместников, генералов в армиях Испании и Империи, и троих рыцарей Золотого руна; на французской службе — двух маршалов Франции, двух великих магистров арбалетчиков, губернатора и прево Парижа, губернаторов и генеральных наместников провинций, генералов армий короля, двух рыцарей Святого Михаила при Людовике XII и Франциске I, и двух рыцарей Святого Духа. На службе церкви из рода де Лабом происходят два кардинала и архиепископа Безансонских.
Брачные союзы связывали де Лабомов со знатнейшими домами Франш-Конте: Шалонами, Нёшателями, Лонгви, Вьенами, Торезами, Монмартенами, Пуатье, Тулонжонами, Грансонами и Иньи.

## Версии происхождения
Луи Голлю в «Исторических записках о Франш-Конте» приводит легенду, согласно которой фамилии Лабом, де Кюзанс и де Нёшатель происходят от неких фиванских князей, якобы воевавших в легендарном Фиванском легионе, претерпевшем мученичество в 297 году, в правление императоров Диоклетиана и Максимиана, в Сен-Морисе в Вале. Уже Самюэль Гишнон выражал сомнение в столь древнем происхождении, считая его очевидным вымыслом, не поддающимся проверке.
По словам Гишнона, Оноре д'Юрфе является автором другой точки зрения, так как в его поэме «Савуазиада», рукописи, написанной французским стихом, среди основных сеньоров, дворян и капитанов, сопровождавших принца Беро, или Жеро в походе в Испанию, в правление короля Бозона Арльского, упоминается сеньор де Лабом, который отличился в битве Беро с сарацинами и варварами, оккупировавшими побережье Прованса. Некоторые авторы пытались возвести родословие дома Лабом-Монревель к этому литературному персонажу, но это мнение, как справедливо указывает Гишнон, не более достойно доверия, чем легенда о фиванцах, и, в сущности, смехотворно, так как верхом наивности было бы воспринимать беллетристическое произведение современного автора в качестве исторического источника.
Третье мнение, столь же несостоятельное, как и первые два, возводит происхождение Лабомов к старинным графам Бургундским, и основывается на одном пассаже из элоги, написанной Чаконом для кардинала Пьера де Лабома: Petrus de Bauma ex Comitibus Burgundiae, Gebennensis Episcopus, & Archiepiscopus Bisuntinensis Presbyter Cardinalis, etc.
Жан-Батист Бюзо, сьер де Салиньи, приор Пема и официал в Безансоне, в надгробной речи Жану-Батисту де Лабому, маркизу де Сен-Мартену, произнесенной в Гре 27 апреля 1642, вывел графов де Монревель от князей Албании через посредство рода де Бо, имевшего значительные владения в Южной Италии. Гишнон по этому поводу указывает, что Бюзо явно пожертвовал истиной ради льстивого восхваления, так как, несмотря на некоторое сходство вариантов написания этих фамилий, между ними нет ничего общего, что, в частности, подтверждает и геральдика.
Версия о кипрском происхождении рода опирается на недостоверные источники, и хронологически невероятна, а мнение о связи бресского дома де Лабом со швейцарской фамилией де Лабом, глава которой носил титул барона, основывается только на совпадении имен. В этой связи Гишнон перечисляет не менее 17 сеньориальных фамилий Франции, Бургундии, Савойи и Швейцарии, носивших имена Лабом или Лабальм. В их числе такие роды, как дофинуазский дом де Лабом де Сюз, и происходящая из Бурбонне, а затем обосновавшаяся в Турени семья Лабом Леблан, из которой происходят фаворитка Людовика XIV Луиза де Лавальер и пэры Франции герцоги де Лавальер. Общность происхождения всех этих фамилий с домом де Лабом-Монревель не доказана, и, с учетом данных геральдики, весьма сомнительна.
Значительно вероятнее старинное родство Лабом-Монревелей с другим известным бресским родом — Лабом-Сент-Амурами, на что, возможно, указывает герб последних: в золотом поле лазурная правая перевязь. В XVI веке Луи де Лабом, называемый де Корженон, сеньор де Перес, на основании этого сходства утверждал, что его дом Лабом-Сент-Амур является старшей ветвью рода Лабомов, а Монревели — младшей, так как их герб представляет собой бризюру первоначальной более простой геральдической формы, сохранившейся у Сент-Амуров. Гишнон, не отвергая такого предположения полностью, замечает, что ему неизвестны случаи, в которых виврированная (змеящаяся, с прямыми углами) перевязь могла бы рассматриваться в качестве бризюры перевязи обычной, и за недостатком аргументов оставляет вопрос открытым.
Первым документально зафиксированным представителем дома, с которого начинают генеалогические росписи Гишнон и отец Ансельм, является бресский рыцарь Сигебальд де Лабом, сделавший между 1140 и 1160 годами несколько дарений монастырю Амброне. На печати этого дворянина изображены герб де Лабомов и легенда Sigibaldus de Balma miles.

## Владения
«А касательно земель и сеньорий, их у этого дома имелось столь большое число, что едва можно сосчитать».
Первой сеньорией, приобретенной этой семьей, было владение Валюфен во Франш-Конте, близ Оржеле, полученное Пьером I де Лабомом во фьеф от Шалонского дома в конце XIII века.
В 1427 году бресская сеньория Монревель была возведена герцогом Савойским в ранг графства для маршала Франции Жана де Лабома и, поскольку до конца существования основной линии дома этот титул оставался основным, в генеалогиях к имени Лабом обычно прибавляют Монревель. Арбитражным решением, утвержденным сувереном в 1429 году, было установлено, что данное графство остается целостным и переходит вечно в мужском потомстве от одной ветви рода к другой, исключая наследование по женской линии. Таких переходов было два, но каждый раз новый граф женился на своей кузине, наследнице прежнего графа, дабы избежать возможных споров о наследовании.
У Гишнона приводится следующий список сеньорий, ранее принадлежавших дому де Лабом (включая и владения жен, не переходившие к семейству):
В Калабрии: графство Синопль
В графстве Бургундском: Валюфен, Монтеньи-ле-Танлье, Монфлёр, Аринто, Трамле, Монжеффон, Мон-Сен-Сорлен, Бельрегар, Шатене-Ле-Везу, Морюан, Крёансе, Сикон, Шарно, Иньи, Нанкиз, Круази, Лег, Гризель, Пем, Л'Иль-сюр-ле-Ду и Монферран
В Швейцарии: сеньории Обонн, Ирлен, Атталан, Вистарнан, Ойи, Ирсюин и барония Копе
В Савойе: сеньория Жемильё у подножья Ле-Мон-дю-Ша
В Брессе: барония Колиньи-ле-Нёф, Монфор, Сандран и Монрибло
В герцогстве Бургундском: сеньории Бюсси, Ла-Рош-дю-Ванель, Монфор, Нуайе, Морийон, Ла-Пель и графство Тоннер
В Шампани: сеньории Мариньи, Эсте, Бруа, Ле-Тиль, Ла-Кур-д'Аррене, Селонь, Жено, Фагонн, Бюиссоне и Пресси, барония Грансе и графство Шатовилен
В Берри: сеньория Валансе
В Нормандии: виконтство Карантан
В Провансе: маркизат Гримо и сеньории Российон и Сен-Саворнен
Виконтство Линьи-ле-Шатель
К середине XVII века во владении семьи оставались следующие земли:
В Брессе: графство Монревель, маркизат Сен-Мартен, баронии Марбо и Фуасья, сеньории Л'Абержеман, Сент-Этьен-дю-Буа, Биольер, Сент-Этьен-сюр-Рессуз, Бонрепо и Шаль
В графстве Бургундском: баронии Пем де Монмартен и Водре, сеньории Корлау, Сен-Жюльен, Вериа, Барр, Монторжан, Презийи, Пелапюссен, Бургиньон, Ромен, Торнан, Лоллан и Шато-Руйе
В герцогстве Бургундском: сеньории Ле-Фель-Бийо, Рансоньер и Шандивер
В Юрепуа: маркизат Савиньи-сюр-Орж и сеньории Ториньи, Вири, Ле-Брёль и Эпине
В Конта-Венессен: барония Каромб и сеньории Сент-Ипполит и Сюзетт

## Генеалогия

### XII—XIV века
```
Сигебальд
 (ум. после 1160), рыцарь
X 
N

│
├─> 
Бернар
 (ум. после 1192), рыцарь
│   X 
N

│   │
│   ├─> 
Исмо
 (ум. после 1215), рыцарь
│   │   X 
N

│   │   │
│   │   ├─> 
Жерар

│   │   │
│   │   ├─> 
Филипп
, рыцарь
│   │   │
│   │   ├─> 
Этьен I
 (ум. после 1271), рыцарь
│   │   │   X 
Мартина де Лабальм

│   │   │   │
│   │   │   ├─> 
Пьер I
 (ум. после 1308), сеньор де Валюфен
│   │   │   │   X 
Маргарита де Вассальё
 (ум. после 1348)
│   │   │   │   │
│   │   │   │   ├─> 
Этьен II
 (ум. после 1363), сеньор де Валюфен
│   │   │   │   │   X 
Аликс де Шатийон
, дама де Монревель
│   │   │   │   │   │
│   │   │   │   │   ├─> 
Гийом
 (ум. 1360), сеньор де Л'Абержеман
│   │   │   │   │   │   X 1) (1348) 
Клеманс де Лапалю

│   │   │   │   │   │   X 1) (1357) 
Константина Алеман
, дама д'Обонн
│   │   │   │   │   │   │
│   │   │   │   │   │   ├1> 
Филибер
 (ум. после 1393), сеньор де Монревель
│   │   │   │   │   │   │   X 
N

│   │   │   │   │   │   │   │
│   │   │   │   │   │   │   ├─> 
Гийом
, бастард де Лабом, сеньор де Лашарм
│   │   │   │   │   │   │   │   X 
Жилетта де Дортан
 (ум. после 1430)
│   │   │   │   │   │   │   │
│   │   │   │   │   │   │   └─> 
Эме
, бастарда де Лабом
│   │   │   │   │   │   │      X 
Антуан де Монпе
, сеньор де Ла-Тур-де-Реплонж, великий шателен Бюже
│   │   │   │   │   │   │
│   │   │   │   │   │   ├1> 
Беатриса

│   │   │   │   │   │   │   X 1) (1350) 
Симон де Сент-Амур
, сеньор де Сент-Амур
│   │   │   │   │   │   │   X 2) 
Тристан де Шалон
, сеньор де Шатобелен
│   │   │   │   │   │   │
│   │   │   │   │   │   ├1> 
Аликс

│   │   │   │   │   │   │   X 1) (1360) 
Жан де Корженон
, сеньор де Мейона
│   │   │   │   │   │   │   X 2) (1362) 
Ги де Монлюель
, сеньор де Шатийон
│   │   │   │   │   │   │
│   │   │   │   │   │   └2> 
Жан I
 (ум. 1435), граф де Монревель → 
графы де Монревель

│   │   │   │   │   │       X (1384) 
Жанна де Латур

│   │   │   │   │   │
│   │   │   │   │   ├─> 
Люси
, дама де Кюртафре
│   │   │   │   │   │   X (1363) 
Амедей де Вири
, сеньор де Вири
│   │   │   │   │   │
│   │   │   │   │   ├─> 
Этьен
, бастард де Лабом (ум. после 1402), адмирал и маршал Савойи
│   │   │   │   │   │   X 
Франсуаза де Басен
 (ум. после 1402)
│   │   │   │   │   │   │
│   │   │   │   │   │   ├─> 
Антуанетта

│   │   │   │   │   │   │   X 
N
, сеньор де Сальнёв
│   │   │   │   │   │   │
│   │   │   │   │   │   └─> 
Изабель

│   │   │   │   │   │       X 
Луи де Ривуар
, сеньор де Жербе
│   │   │   │   │   │
│   │   │   │   │   └─> 
Гийом
, бастард де Лабом (ум. после 1402)
│   │   │   │   │
│   │   │   │   ├─> 
Веррюкье
 (ум. после 1347), сеньор де Брос
│   │   │   │   │   X 
N

│   │   │   │   │   │
│   │   │   │   │   ├─> 
Пьер
 (ум. после 1400)
│   │   │   │   │   │   X 
N

│   │   │   │   │   │   │
│   │   │   │   │   │   └─> 
Пьер
, сеньор де Шатене
│   │   │   │   │   │       X 
Генриетта де Маршан
, дама де Шаво
│   │   │   │   │   │       │
│   │   │   │   │   │       └─> 
Антуанетта
, дама де Шаво
│   │   │   │   │   │           X 
Жан де Коломб
, сеньор де Ла-Саль-де-Манзиа
│   │   │   │   │   │
│   │   │   │   │   ├─> 
Этьен

│   │   │   │   │   │
│   │   │   │   │   └─> 
Аньес

│   │   │   │   │       X 
Гийом де Молон
, сеньор де Виллеверсюр
│   │   │   │   │
│   │   │   │   ├─> 
Гишар
 (ум. после 1330), декан аббатства Турню
│   │   │   │   │
│   │   │   │   ├─> 
Этьен
, каноник
│   │   │   │   │
│   │   │   │   └─> 
Сибилла

│   │   │   │       X 
Этьен
, сеньор де Бельрегар
│   │   │   │
│   │   │   ├─> 
Жоссеран
, сеньор де Сирье
│   │   │   │
│   │   │   └─> 
Гишар
 (ум. после 1309), каноник в Лионе и Сен-Жюсте
│   │   │
│   │   ├─> 
Тьерри

│   │   │
│   │   ├─> 
Эд

│   │   │
│   │   └─> 
Ашар
 (ум. после 1252)
│   │       X 
Элизабет де Бенье

│   │       │
│   │       ├─> 
Эмбер

│   │       │
│   │       └─> 
Жоффруа

│   │
│   └─> 
Амедей-Ги

│       X 
Гийеметта N

│       │
│       ├─> 
Тибо
 (ум. после 1254)
│       │
│       └─> 
Аликс
 (ум. после 1254)
│
├─> 
Ренальд
, рыцарь
│
└─> 
Гийом
, священник
```

### Графы де Монревель
```
Жан I
 (ум. 1435), граф де Монревель, маршал Франции
X 
X (1384) 
Жанна де Латур

│
├─> 
Жан II
 (ум. после 1420), сеньор де Бонрепо
│   X (1400) 
Жанна II де Шалон
 (ок. 1388—1451), графиня де Тоннер
│   │
│   └─> 
Клод
 (ум. после 1481), граф де Монревель
│       X (1427) 
Гаспарда де Леви

│       │
│       ├─> 
Жан III
 (ум. после 1483), граф де Монревель
│       │   X 
Бонна де Нёшатель
 (ум. ок. 1491)
│       │   │
│       │   └─> 
Бонна
 (ум. после 1308)
│       │       X (1488) 
Марк де Лабом
 (ум. после 1527), граф де Монревель
│       │   
│       ├─> 
Клод
 (ум. после 1502), виконт де Линьи-ле-Шатель
│       │   X 
N

│       │   │
│       │   └─> 
Клодин
, бастарда де Лабом
│       │       X (1501) 
Пьер д'Эстре
, сеньор де Л'Эпине
│       │   
│       ├─> 
Луиза

│       │   X (1454) 
Ферри
, сеньор де Кюзанс
│       │  
│       └─> 
Клодин

│           X (1455) 
Клод де Ла-Гиш
, сеньор де Шаффо
│
├─> 
Жак
 (ум. 1466), сеньор д'Абержеман
│   X 1) 
Катрин де Тюре

│   X 2) 
Жаклин де Сессель
, дама де Сандран
│   │
│   └1> 
Франсуаза
 (ум. 1459), дама де Нуайе
│       X (1439) 
Жан де Сессель
, сеньор де Баржа, маршал Савойи
│
├─> 
Пьер
 (ум. после 1455), сеньор дю Мон-Сен-Сорлен
│   X (1424) 
Аликс де Люрьё

│   │
│   ├─> 
Жан
, клирик, приор и сеньор Конзьё
│   │
│   ├─> 
Кентен
 (ум. 1476), сеньор дю Мон-Сен-Сорлен, убит 
при Грансоне

│   │   X 
Клод де Торез

│   │
│   ├─> 
Гийом
 (ум. 1490), сеньор д'Ирлен
│   │   X 
Генриетта де Лонгви
, дама де Шуа
│   │
│   ├─> 
Ги
 (ум. 1516), граф де Монревель
│   │   X 
Жанна де Лонгви

│   │   │
│   │   ├─> 
Марк
 (ум. после 1527), граф де Монревель
│   │   │   X 1) (1488) 
Бонна де Лабом

│   │   │   X 2) (1508) 
Анна де Шатовилен
 (ум. после 1534)
│   │   │   │
│   │   │   ├1> 
Франсуа
, сеньор де Мон-Сен-Сорлен
│   │   │   │   X (1517) 
Клод де При

│   │   │   │
│   │   │   ├1> 
Жан IV
 (ум. 1552), граф де Монревель
│   │   │   │   X 1) (1527) 
Франсуаза де Вьен
, дама де Бюсси
│   │   │   │   X 2) (1531) 
Авуа д'Алегр

│   │   │   │   X 3) (1536) 
Элен де Турнон
 (ум. после 1570), дама де Вассальё
│   │   │   │   │
│   │   │   │   ├1> 
Эме
, дама де Ла-Ферте-Шодерон
│   │   │   │   │   X (1546) маркиз 
Жан де Лашамбр

│   │   │   │   │
│   │   │   │   ├1> 
Франсуаза

│   │   │   │   │   X (1546) 
Гаспар де Со
, сеньор де Таванн (1509—1573), маршал Франции
│   │   │   │   │
│   │   │   │   └3> 
Франсуаза

│   │   │   │       X 1) (1548) 
Франсуа де Лабом
 (ум. 1565), граф де Монревель
│   │   │   │       X 2) (1566) 
Франсуа де Керневенуа
 (ок. 1520—1571), сеньор де Карнавале
│   │   │   │
│   │   │   ├1> 
Этьенетта

│   │   │   │   X (1514) 
Фердинанд де Нёшатель
, сеньор де Монтагю
│   │   │   │
│   │   │   ├1> 
Жерарда

│   │   │   │
│   │   │   ├1> 
Клодин

│   │   │   │   X 
Эмар де При
, сеньор де Монпупон
│   │   │   │
│   │   │   ├2> 
Жоашен
 (ум. после 1549), граф де Шатовилен
│   │   │   │   X (1534) 
Жанна де Муа

│   │   │   │   │
│   │   │   │   └─> 
Антуанетта
 (ум. 1572), графиня де Шатовилен
│   │   │   │       X 
Жан д'Аннебо
 (ум. 1562), барон де Ла-Юноде
│   │   │   │
│   │   │   ├2> 
Анна
, дама де Ла-Кур-д'Аррене
│   │   │   │   X 1) (1526) 
Пьер д'Омон Старший
, сеньор д'Эстрабон
│   │   │   │   X 2) 
Жан де Отмер
, сеньор де Фервак
│   │   │   │
│   │   │   ├2> 
Катрин

│   │   │   │   X 
Жак д'Авогур
, сеньор де Куртален
│   │   │   │
│   │   │   └─> 
Этьен
, бастард де Лабом (ум. после 1547), сеньор де Сент-Этьен-дю-Буа и д'Эсте → 
линии сеньоров де Мишери и д'Эсте

│   │   │       X 1) 
Катрин Гюйо

│   │   │       X 2) 
Жанна д'Аван
, дама де Петиньикур
│   │   │
│   │   ├─> 
Пьер
 (1477—1544), кардинал и архиепископ Безансона
│   │   │
│   │   ├─> 
Клод
 (ум. после 1541), барон дю Мон-Сен-Сорлен
│   │   │   X 1) (1502) 
Клодин де Тулонжон

│   │   │   X 2) (1532) 
Гийеметта д'Иньи

│   │   │   │
│   │   │   ├2> 
Франсуа
 (ум. 1565), граф де Монревель
│   │   │   │   X (1548) 
Франсуаза де Лабом

│   │   │   │   │
│   │   │   │   ├─> 
Антуан
 (1557—1595), граф де Монревель
│   │   │   │   │   X (1583) 
Николь де Монмартен

│   │   │   │   │   │
│   │   │   │   │   ├─> 
Клод-Франсуа
 (1584—1621), граф де Монревель
│   │   │   │   │   │   X (1602) 
Жанна д'Агу де Монтобан

│   │   │   │   │   │   │
│   │   │   │   │   │   ├─> 
Фердинан
 (1603—1678), граф де Монревель
│   │   │   │   │   │   │   X (1623) 
Мари Олье де Нуантель

│   │   │   │   │   │   │   │
│   │   │   │   │   │   │   ├─> 
Шарль-Франсуа
 (ум. 05.1666), маркиз де Сен-Мартен
│   │   │   │   │   │   │   │   X (1647) 
Клер-Франсуаза де Со де Таванн

│   │   │   │   │   │   │   │   │
│   │   │   │   │   │   │   │   ├─> 
Фердинан-Франсуа
 (ум. 1662), маркиз де Сервиньи
│   │   │   │   │   │   │   │   │
│   │   │   │   │   │   │   │   ├─> 
Жак-Мари
 (ум. 1693), граф де Монревель
│   │   │   │   │   │   │   │   │   X (1675) 
Адриенна-Филиппина-Тереза де Ланнуа
 (ум. 1710)
│   │   │   │   │   │   │   │   │   │
│   │   │   │   │   │   │   │   │   ├─> 
Никола-Огюст
 (1680—1701), граф де Монревель
│   │   │   │   │   │   │   │   │   │
│   │   │   │   │   │   │   │   │   ├─> 
Мелькиор-Эспри
 (ум. 1740), граф де Монревель
│   │   │   │   │   │   │   │   │   │   X (1731) 
Флоранс дю Шатле
 (1704—1770)
│   │   │   │   │   │   │   │   │   │   │
│   │   │   │   │   │   │   │   │   │   └─> 
Флоран-Александр-Мелькиор
 (1736—1794), граф де Монревель
│   │   │   │   │   │   │   │   │   │       X 1) (1752) 
Элизабет-Селеста-Аделаида де Шуазёль
 (1737—1768)
│   │   │   │   │   │   │   │   │   │       X 2) 
N де Граммон

│   │   │   │   │   │   │   │   │   │
│   │   │   │   │   │   │   │   │   └─> 
Жан-Батист
 (ум. 1707 или 1711), маркиз де Монревель
│   │   │   │   │   │   │   │   │
│   │   │   │   │   │   │   │   ├─> 
Эспри
 (ум. 1721), аббат Сен-Сернена и Сен-Жермена
│   │   │   │   │   │   │   │   │
│   │   │   │   │   │   │   │   ├─> 
Эжен
 (ум. 1731), мальтийский рыцарь
│   │   │   │   │   │   │   │   │
│   │   │   │   │   │   │   │   ├─> 
Маргарита
 (ум. 1714), дама де Крюзий и Бриансон
│   │   │   │   │   │   │   │   │
│   │   │   │   │   │   │   │   └─> 
Мари-Жозефа
 (1666 — после 1747)
│   │   │   │   │   │   │   │
│   │   │   │   │   │   │   ├─> 
Луи
, приор Марбо
│   │   │   │   │   │   │   │
│   │   │   │   │   │   │   ├─> 
Франсуа
, мальтийский рыцарь
│   │   │   │   │   │   │   │
│   │   │   │   │   │   │   ├─> 
Никола-Огюст
 (1645—1716), маркиз де Монревель, маршал Франции
│   │   │   │   │   │   │   │   X 1) (1665) 
Изабо де Вера де Полиан
, дама де Кюизьё
│   │   │   │   │   │   │   │   X 2) (1688) 
Жанна-Эме де Рабоданж

│   │   │   │   │   │   │   │
│   │   │   │   │   │   │   ├─> 
Мари
, аббатиса в Сент-Андош-д'Отёне
│   │   │   │   │   │   │   │
│   │   │   │   │   │   │   └─> 
Изабель-Эспри

│   │   │   │   │   │   │       X (1648) 
Луи-Арман де Полиньяк
, маркиз де Шалансон
│   │   │   │   │   │   │
│   │   │   │   │   │   ├─> 
Шарль
 (1611—?), маркиз де Сен-Мартен → 
маркизы де Сен-Мартен

│   │   │   │   │   │   │   X 1) 
Альбертина-Мария де Лабом

│   │   │   │   │   │   │   X 2) (1663) 
Тереза-Анна-Франсуаза де Тразинье

│   │   │   │   │   │   │
│   │   │   │   │   │   ├─> 
Мари
 (1605—1668), дама де Гримо
│   │   │   │   │   │   │   X 
Эспри Алар
, маркиз де Гримо
│   │   │   │   │   │   │
│   │   │   │   │   │   ├─> 
Маргарита

│   │   │   │   │   │   │   X 
Франсуа де Галь
, барон де Миребель
│   │   │   │   │   │   │
│   │   │   │   │   │   ├─> 
Жанна
, монахиня
│   │   │   │   │   │   │
│   │   │   │   │   │   └─> 
Франсуаза

│   │   │   │   │   │ 
│   │   │   │   │   ├─> 
Филибер
 (1586—1613), маркиз де Сен-Мартен
│   │   │   │   │   │   X 
Ламбертина де Линь
 (1593—1651), дама де Виллер
│   │   │   │   │   │   │ 
│   │   │   │   │   │   └─> 
Альбертина-Мария
 (ум. ранее 1663)
│   │   │   │   │   │       X 1) 
Эрнст Кристоф
, граф Остфрисландии
│   │   │   │   │   │       X 2) (1642) 
Шарль де Лабом
, маркиз де Сен-Мартен
│   │   │   │   │   │ 
│   │   │   │   │   ├─> 
Клодин-Проспер
 (1588—?)
│   │   │   │   │   │   X (1608) 
Клод де Ри
, барон де Балансон
│   │   │   │   │   │ 
│   │   │   │   │   ├─> 
Маргарита
 (1590—?), аббатиса в Сент-Андош-д'Отён
│   │   │   │   │   │ 
│   │   │   │   │   └─> 
Жан-Батист
 (1593—1641), маркиз де Сен-Мартен-ле-Шатель
│   │   │   │   │       X (1640) 
Ламбертина де Линь
 (1593—1651), дама де Виллер
│   │   │   │   │
│   │   │   │   ├─> 
Маргарита
 (1559—?), дама дю Мон-Сен-Сорлен
│   │   │   │   │   X 1) (1572) 
Эме де Лабом
, сеньор де Кревкёр
│   │   │   │   │   X 2) (1578) 
Африкен 
д'Англюр
, принц д'Амблиз
│   │   │   │   │
│   │   │   │   ├─> 
Эммануэль-Филибер
 (1561—)
│   │   │   │   │
│   │   │   │   ├─> 
Проспер
 (1562—1599), аббат Сен-Поль-де-Безансона
│   │   │   │   │
│   │   │   │   └─> 
Анна
 (1564—?)
│   │   │   │       X 
Шарль-Максимильен де Грилле
, граф де Сен-Тривье
│   │   │   │
│   │   │   ├2> 
Клод
 (ум. 1584), кардинал и архиепископ Безансона
│   │   │   │
│   │   │   ├2> 
Перронна

│   │   │   │   X (1560) 
Лоран II де Горрево
 (ум. 1589), граф де Пон-де-Во
│   │   │   │
│   │   │   ├2> 
Клодин
, аббатиса в Сент-Андоше
│   │   │   │
│   │   │   └─> 
Проспер
, бастард де Лабом, епископ Сен-Флура
│   │   │
│   │   ├─> 
Луиза

│   │   │   X (1472) Клод де Савуази, сеньор де Сеньеле
│   │   │
│   │   └─> 
Жанна

│   │       X 
Симон де Ри
, сеньор де Ри (ум. 1517)
│   │
│   ├─> 
Аликс

│   │   X 1) (1442) 
Гийом де Сен-Тривье
, сеньор де Бранж
│   │   X 2) 
Клод де Люньи
, сеньор де Рюффе
│   │
│   ├─> 
Жанна
 (ум. 1510)
│   │   X 
Клод де Дентевиль
, сеньор де Шене
│   │
│   └─> 
Франсуаза

│       X 
Антуан дю Се
, сеньор де Рессен
│
├─> 
Антуанетта
, дама д'Атталан
│   X (1403) 
Антуан де Сен-Тривье
, сеньор де Сен-Тривье
│
└─> 
Жанна

    X 
Клод де Сент-Амур
, сеньор де Сент-Амур
```